# EdgeHTML
EdgeHTML은 엣지 웹 브라우저용으로 마이크로소프트가 개발한 사유 브라우저 엔진이다. 2015년 윈도우 10 릴리스의 일부로 처음 등장하였다.
2018년, 마이크로소프트는 크로미엄 기반 브라우저로서 엣지를 재구성하기 시작했으며, 이는 EdgeHTML이 더 이상 엣지 브라우저에서는 사용되지 않음을 의미하였다. 이 전환은 2021년 완료되었다.
EdgeHTML은 인터넷 익스플로러의 트라이던트 엔진의 포크이다. 개발자들이 쉽게 웹 브라우징 기능을 다른 앱에 추가할 수 있도록 하는 컴포넌트로서 설계되어 있다. 마이크로소프트는 여전히 UWP 앱용으로 EdgeHTML의 사용을 허가하고 있다.

## 윈도우에서의 이용
EdgeHTML은 소프트웨어 구성 요소의 하나로 설계되었으며 소프트웨어 개발자가 자신의 응용 프로그램에 웹 탐색 기능을 쉽게 추가할 수 있게 해 준다. C++과 .NET처럼 COM을 지원하는 환경의 웹 페이지들의 접근과 편집을 위한 COM 인터페이스의 사용을 제한한다. 이를테면 웹 브라우저 컨트롤은 C++ 프로그램에 추가할 수 있으며 그 뒤에 EdgeHTML은 웹 브라우저에 현재 표시되는 페이지에 접근하여 요소 값들을 검색하기 위해 사용될 수 있다. 웹 브라우저 컨트롤의 이벤트들 또한 포착이 가능하다. 웹 기술 기반 WinRT 애플리케이션들을 렌더링하기 위해 사용되기도 한다.

## 역사
마이크로소프트는 EdgeHTML 렌더링 엔진을 인터넷 익스플로러 11의 일부로서 윈도우 테크니컬 프리뷰 9879에서 2014년 11월 12일 도입하였다. 마이크로소프트는 인터넷 익스플로러와 프로젝트 스파르탄에 둘 다 EdgeHTML을 사용할 계획을 세웠다. 인터넷 익스플로러에서는 인터넷 익스플로러 11의 트라이던트 7 엔진과 나란히 존재할 예정이었고 후자의 경우 호환성 목적에 기인한 것이었다. 그러나 마이크로소프트는 윈도우 8.1에서 해왔던 것처럼 윈도우 10에 인터넷 익스플로러 11을 포함하고 EdgeHTML은 새 Edge 브라우저용으로만 내버려 두도록 결정하였다. EdgeHTML은 윈도우 10 모바일과 제2차 윈도우 서버 2016 테크니컬 프리뷰에도 추가되었다. 2015년 7월 29일 윈도우 10의 일부로서 공식 출시되었다.
트라이던트와 달리 EdgeHTML은 ActiveX를 지원하지 않는다. 어느 버전이 특정 페이지에서 렌더링되어야 하는지를 결정하도록 하는, 트라이던트에 사용된 X-UA-Compatible 헤더의 지원 또한 중단한다. 마이크로소프트는 또한 호환성 보기 목록의 사용을 중단했다. Edge는 제거된 기술 중 어느 것이 페이지에 적절히 실행하는데 필요한지를 인식한 다음 사용자에게 인터넷 익스플로러에서 페이지를 열 것을 제안한다. 또다른 변화는 크롬과 사파리, 그리고 KHTML과 게코로 사용자 에이전트 문자열을 위장시킴으로써 사용자 에이전트 스니핑을 사용하는 웹 서버들이 제한된 기능의 페이지 대신 Edge 사용자에게 웹 페이지의 온전한 버전을 송신하게 된다.
EdgeHTML의 렌더링은 각각 구글 크롬과 사파리에서 사용되는 블링크와 웹킷 레이아웃 엔진의 렌더링과 완전히 호환됨을 의미하였다. 당시 마이크로소프트는 "Edge-웹킷 차이는 우리가 수정에 관심을 둔 버그들입니다."라고 언급하였다.
트라이던트에서 결별한 새 EdgeHTML 엔진은 호환성 대신 현대의 웹 표준과 상호 운용성에 초점을 둔다. 윈도우 10의 Edge HTML의 초기 릴리스는 4000개 이상의 상호운용성 수정을 포함하였다.
2015년 8월 18일, 마이크로소프트는 EdgeHTML 플랫폼 버전 13의 최초 프리뷰를 윈도우 10.0.10525의 일부로 출시하였으나 레이블의 이름은 여전히 12로 표기되었다. 이후 업데이트에서 HTML5와 CSS3의 지원이 새 요소를 포함하도록 확장되었다.
EdgeHTML 13.10586은 여러 버전의 윈도우에 출시되었다. 2015년 11월 12일, 엑스박스 원용의 "새 엑스박스 원 경험" 업데이트에 EdgeHTML 13.10586가 포함되면서 과정상 인터넷 익스플로러 10을 대체하였다. 같은 날 11월 업데이트의 일부로서 윈도우 10에 출시되었다. 2015년 11월 18일, 인사이더 프리뷰에서 윈도우 10 모바일 유저에 업데이트가 도입되었다. 마침내 마이크로소프트는 같은 업데이트를 테크니컬 프리뷰 4의 일부로서 윈도우 서버 2016에 도입하였다.
2015년 12월 16일 마이크로소프트는 레드스톤(Redstone) 첫 빌드를 출시하였다. 2016년 1월과 2월, 4개의 다른 빌드들이 잇따라 출시되었고 이 모두가 EdgeHTML 14의 근본적인 사항을 토대로 하고 있다. 2016년 2월 18일 마이크로소프트는 EdgeHTML 14의 첫 버전(14.14267)을 출시하였다. 이 버전의 엔진은 아직 표준 지원의 변경을 거의 포함하지 않았으나 웹 알림, WebRTC 1.0, 개선된 ECMA스크립트, CSS 지원과 관련한 근본적인 사항들을 포함하였으며 또수많은 새 플래그를 포함하였다. 추가적으로 마이크로소프트는 VP9, WOFF 2.0, 웹 스피치 API, WebM, FIDO 2.0, 비콘 등의 기술들에 관련한 작업을 발표하였다.

### 출시 역사
| EdgeHTML 버전 | 출시일           | 참고 |
| ------------- | ---------------- | --- |
| 12.0          | 2014년 11월 12일 | |
| 12.10049      | 2015년 3월 31일  | |
| 12.10166      | 2015년 7월 9일   | |
| 12.10240      | 2015년 7월 15일  | 최초 출시판. 트라이던트 7.0 기반. 윈도우 10 테크니컬 프리뷰 빌드 10049 이후 윈도우의 일부. 성능 개선, HTML5, CSS3, ECMAScript 6 지원. |
| 12.10525      | 2015년 8월 18일  | |
| 12.10532      | 2015년 8월 27일  | |
| 13.10547      | 2015년 9월 18일  | |
| 13.10565      | 2015년 10월 12일 | |
| 13.10586      | 2015년 11월 5일  | 첫 플랫폼 업데이트. 오브젝트 RTC 지원을 포함하여 ECMAScript 6 지원, HTML5 추가 강화.                                                  |
| 13.11099      | 2016년 1월 13일  | |
| 14.14267      | 2016년 2월 18일  | 웹 통보, WebRTC 1.0, 개선된 HTML5, CSS3, ECMAScript 6 및 7 지원.                                                                      |
| 14.14279      | 2016년 3월 4일   | |
| 14.14291      | 2016년 3월 17일  | |
| 14.14316      | 2016년 4월 6일   | |
| 14.14327      | 2016년 4월 20일  | |
| 14.14342      | 2016년 5월 10일  | |
| 14.14352      | 2016년 5월 26일  | |
| 14.14356      | 2016년 6월 1일   | |
| 14.14361      | 2016년 6월 8일   | |
| 14.14366      | 2016년 6월 14일  | |
| 14.14367      | 2016년 6월 16일  | |
| 14.14376      | 2016년 6월 28일  | |
| 14.14393      | 2016년 8월 2일   | |
| 14.14901      | 2016년 8월 11일  | |
| 14.14915      | 2016년 8월 31일  | |
| 14.14926      | 2016년 9월 14일  | |
| 15.14942      | 2016년 10월 7일  | |
| 15.14959      | 2016년 11월 3일  | |
| 15.14986      | 2016년 12월 7일  | |
| 15.15063      | 2017년 4월 11일  | |
| 16.16299      | 2017년 10월 8일  | |
| 17.17134      | 2018년 4월 30일  | |
| 18.17763      | 2018년 11월 13일 | |
| 18.18362      | 2019년 5월 21일  | |
| 18.18363      | 2019년 11월 12일 | |
| 18.19041      | 2020년 5월 27일  | |

## 같이 보기
- 차크라 (자바스크립트 엔진)

## 참고 문헌
- Weber, Jason (2015년 1월 22일). “Project Spartan and the Windows 10 January Preview Build”. 《IEBlog》. 마이크로소프트.